# Etienne Carton de Wiart
Etienne Carton de Wiart (Brussel, 27 september 1898 – Doornik, 30 juli 1948) was van 1945 tot aan zijn overlijden in 1948 de 97e bisschop van het Belgische bisdom Doornik.

## Levensloop

### Familie
Etienne Carton de Wiart was de oudste van de acht kinderen van Albert Carton de Wiart (1870-1938) en Lucienne Brifaut (1874-1958).
Hij was de volle neef van de toenmalige:
- grootmaarschalk Edmond Carton de Wiart ;
- de schrijver, en tevens Eerste Minister: Henri Carton de Wiart.

Hij was ook een neef van de katholieke senator en propagandist Valentin Brifaut.

### Studies
Na negen jaar studies aan het jezuïetencollege Sint-Michiel te Etterbeek (waar hij in juli 1915 afstudeerde) wijdde hij zich aan de priesterstudie. Met dat doel liet hij zich inschrijven in het kleinseminarie van Mechelen. Daar volgde hij van 1916 tot 1918 een cursus "Filosofie", alvorens in dezelfde stad naar het grootseminarie te gaan, voor een opleiding "Theologie".
Op 9 oktober 1921 werd hij door kardinaal Mercier priester gewijd en hij droeg zijn eerste mis op, in de parochie van zijn herkomst : in de Carlookerk (Sint-Jobkerk) te Ukkel.

Kardinaal Mercier merkte de capaciteiten van Etienne Carton de Wiart op en zond hem bijgevolg naar Rome om daar zijn studies te vervolmaken. Zodoende verbleef hij er in het Angelicum-college van de broeders Dominicanen, van 1922 tot 1923, en behaalde er een doctoraat in de theologie.

### Functies
Bij zijn terugkeer in september 1923 werd hij aangesteld als directeur van het seminarie te Mechelen, gelast met de opleiding van seminaristen. Hij werd er professor " Thomistische wijsbegeerte ". Vanaf 1929 werd hij professor in de geloofsleer (algemene dogmatiek) en moraaltheologie.
Kardinaal Van Roey bevorderde op dinsdag, 21 november 1933, Etienne Carton de Wiart tot erekanunnik in de Sint-Romboutskathedraal van Mechelen.
Een half jaar later, op zaterdag, 16 juni 1934, bekwam laatstgenoemde de eretitel: titulair bisschop van het titulair bisdom Taïum. Gelijktijdig werd hij aangesteld als hulpbisschop van de kardinaal, en ook als Vicaris-generaal van het aartsbisdom Mechelen-Brussel. De wijding vond plaats in de kathedraal te Mechelen op zondag, 29 juli 1934.
Elf jaren later, op zondag, 8 juli 1945 (drie dagen na het einde van de Tweede Wereldoorlog), volgde Etienne Carton de Wiart zijn ontslag nemende collega Mgr. Louis Delmotte op, als hoofd van het bisdom Doornik. Zijn wijding geschiedde in de Doornikse kathedraal op 29 juli van datzelfde jaar en hij nam als devies: « In Spe Fortitudo » (Sterkte door de Hoop).
Carton de Wiart nam progressistische stellingen in, en steunde de maatschappelijke hervormingen die in het voordeel van de arbeidersklasse werden genomen.
In oktober 1946 vierde hij het 25-jarig jubileum van zijn priesterschap.

### Overlijden
Zowat twee jaar na de viering van zijn jubileum, op vrijdag 30 juli 1948, overleed hij onverwacht.

## Publicaties
- L'église, sa nature, sa hiérarchie, Brussel, 1931
- Tractatus de peccatis et de vitiis in genere, Mechelen, 1932